# Kutaisi
Kutaisi (în georgiană კუთაისი) este al doilea oraș, dar și a doua capitală a Georgiei, ca mărime din Georgia, cu o populație de 147.635 locuitori (2014), și cel mai important oraș al provinciei Imereti.

## Istorie
Kutaisi a fost capitala statului antic Colchida. Între anii 975 și 1122 a fost capitala Regatului Georgian și, între secolul XV și anul 1810, a Regatului Imeretian. În 1810, Regatul Imeretian a fost ocupat de Rusia țaristă.
Înainte de 1991, când Georgia a devenit independentă, orașul a fost un centru important industrial, dar acum, mulți cetățeni au lăsat orașul pentru străinătate.

### Populație istorică
Ca în multe alte țări a fostei Uniuni Sovietice, populația orașului a scăzut în ultimii ani.
- 1989 - 235.000 locuitori
- 2002 - 185.965 locuitori
- 2014 - 147.635 locuitori

## Geografie și climă
Kutaisi este situat pe râul Rioni (Caucaz), în vestul țării, 221 km de la Tbilisi. Orașul are o climă umedă, cu veri calde și ierni reci, cu multă zăpadă. Primăvara, orașul este frecvent inundat.

## Patrimoniu mondial UNESCO
Catedrala Bagrati din Kutaisi și mănăstirea Gelati au fost înscrise în anul 1994 pe lista patrimoniului mondial UNESCO.